# Aleksandra Zasada
Aleksandra Anna Zasada (ur. 18 marca 1977 we Włocławku) – polska bakteriolog, prof. dr hab. nauk medycznych i nauk o zdrowiu, profesor w Narodowym Instytucie Zdrowia Publicznego PZH - Państwowym Instytucie Badawczym.

## Życiorys
6 grudnia 2006 obroniła pracę doktorską Ocena przydatności wybranych chromosomalnych markerów do identyfikacji Bacillus anthracis, 25 czerwca 2014 habilitowała się na podstawie pracy zatytułowanej Analiza czynników wpływających na występowanie i rozwój zakażeń Corynebacterium diphtheriae, ze szczególnym uwzględnieniem zakażeń szczepami niewytwarzającymi toksyny błoniczej.
Jest zatrudniona na stanowisku profesora w Narodowym Instytucie Zdrowia Publicznego – Państwowego Zakładu Higieny.